# Кувио
Кувио (итал. Cuvio) — коммуна в Италии, располагается в провинции Варезе области Ломбардия.
Население коммуны, на 01.01.2024 года, составляет 1657 человек, плотность населения ─ 279,29 чел./км². Коммуна занимает площадь 5,93 км². Почтовый индекс — 21030. Телефонный код — 0332.

## Климат
Согласно климатической классификации итальянских муниципалитетов, Кувио входит в климатическую зону Е, количество градусо-дней составляет 2577.

## Демография
Название жителей ─ кувье́зи.
Динамика населения: